# Copiphana brunnea
Copiphana brunnea là một loài bướm đêm trong họ Noctuidae.